# GospoCentric
GospoCentric é uma gravadora independente americana de música gospel baseada em Inglewood, Califórnia. Foi fundada como  um selo independente por Vicki Mack Lataillade e Claude Lataillade em 1993. Kirk Franklin é o principal artista da gravadora e foi um dos grandes responsáveis pelo sucesso do selo nos anos 90. Mais tarde a GospoCentric lançou o selo B-Rite Music pelo qual lançou Trin-i-tee 5:7 e God's Property. Recentemente a GospoCentric foi comprada pelo grupo Zomba Music.

## Artistas
- Byron Cage
- Kurt Carr
- Dorinda Clark Cole
- Kirk Franklin
- God's Property
- Tramaine Hawkins
- Dave Hollister
- J. Moss
- Bobby Jones
- Stephanie Mills
- New Direction
- Papa San
- Kelly Price
- The Soul Seekers
- Trin-i-tee 5:7
- Natalie Wilson
- Woody Rock

## Ligações Externas
- (em inglês)GospoCentric